# Thespesius
Thespesius („úžasný“) je pochybný rod hadrosauridního dinosaura, který žil koncem období křídy, asi před 66 miliony let, na území dnešní Jižní Dakoty ve Spojených státech amerických.

## Historie a popis
Zkameněliny tohoto dinosaura v podobě obratlů a prstních článků formálně popsal paleontolog Joseph Leidy v roce 1856. O rok dříve fosilie objevil geolog Ferdinand Vandiveer Hayden v sedimentech souvrství Lance na území dnešní Jižní Dakoty. Tento taxon má nicméně složitou historii a v současnosti je považován za nomen dubium (pochybné vědecké jméno).